# Geriçam, Beyağaç
Geriçam là một xã thuộc huyện Beyağaç, tỉnh Denizli, Thổ Nhĩ Kỳ. Dân số thời điểm năm 2010 là 373 người.